# Мохаммед Аль-Фатіль
Мохаммед Абдулхакем Аль-Фатіль (араб. محمد عبدالحكيم آل فتيل; нар. 4 січня 1992, Ель-Катіф) — саудівський футболіст, захисник клубу «Аль-Аглі» та національної збірної Саудівської Аравії.

## Клубна кар'єра
Народився 4 січня 1992 року. Починав займатися футболом в клубі «Аль-Тараджі» зі свого рідного Ель-Катіфа. У 2011 році він приєднався до «Аль-Аглі» (Джидда). 11 січня 2012 року Пль-Фатіль дебютував у саудівській Про-лізі, вийшовши на заміну в кінцівці гостьового поєдинку проти «Хаджера». В наступні роки він зрідка з'являвся на полі. 3 січня 2014 року він забив свій перший гол на вищому рівні, відкривши рахунок у гостьовій грі із «Аль-Орубою». Лише в сезоні 2016/17 Мухаммед майже постійно виходити в стартовому складі «Аль-Ахлі».

## Виступи за збірні
Залучався до складу молодіжної збірної Саудівської Аравії, з якою 2011 року був учасником молодіжного чемпіонату світу, де зіграв 4 гри і забив один гол в матчі з Гватемалою (6:0). Всього на молодіжному рівні зіграв у 18 офіційних матчах, забив 3 голи.
9 грудня 2012 року Мухаммед дебютував у складі національної збірної Саудівської Аравії в матчі чемпіонату Федерації футболу Західної Азії в Кувейті проти збірної Ірану, вийшовши на поле в стартовому складі. Він відіграв також два матчі саудівців, що залишилися, на цьому турнірі, але команда не вийшла з групи. Наступного разу за національну команду він виступив через майже чотири роки в товариському матчі з Лаосом, з'явившись на полі після перерви.
У грудні 2018 року був включений в заявку на Кубок Азії 2019 року в ОАЕ. 8 січня у першому матчі групового етапу проти Північної Кореї відзначився голом на 37 хвилині гри, зробивши рахунок 2:0. В результаті його команда завдала корейцям розгромної поразки з рахунком 4:0.

## Досягнення
- Чемпіон Саудівської Аравії: 2015/16
- Володар Кубку наслідного принца Саудівської Аравії: 2014/15
- Володар Королівського кубка Саудівської Аравії: 2011/12, 2015/16
- Володар Суперкубка Саудівської Аравії: 2016

| Дата       | Місто         | Господарі         | Результат | Гості          | Турнір                     | Голи | Примітки |
| ---------- | ------------- | ----------------- | --------- | -------------- | -------------------------- | ---- | -------- |
| 08-01-2019 | Дубай (місто) | Саудівська Аравія | 4 – 0     | Північна Корея | Кубок Азії 2019 - 1-й етап | 1    |          |
| Усього     |               | Матчів            | 1         |                | Голів                      | 1    |          |